# Revox
Revox wurde im Jahr 1948 vom Schweizer Unternehmer Willi Studer zur Herstellung von Tonbandgeräten gegründet. Heute produziert das Unternehmen vor allem komplette Audiosysteme für den Privatgebrauch.

## Firmengeschichte

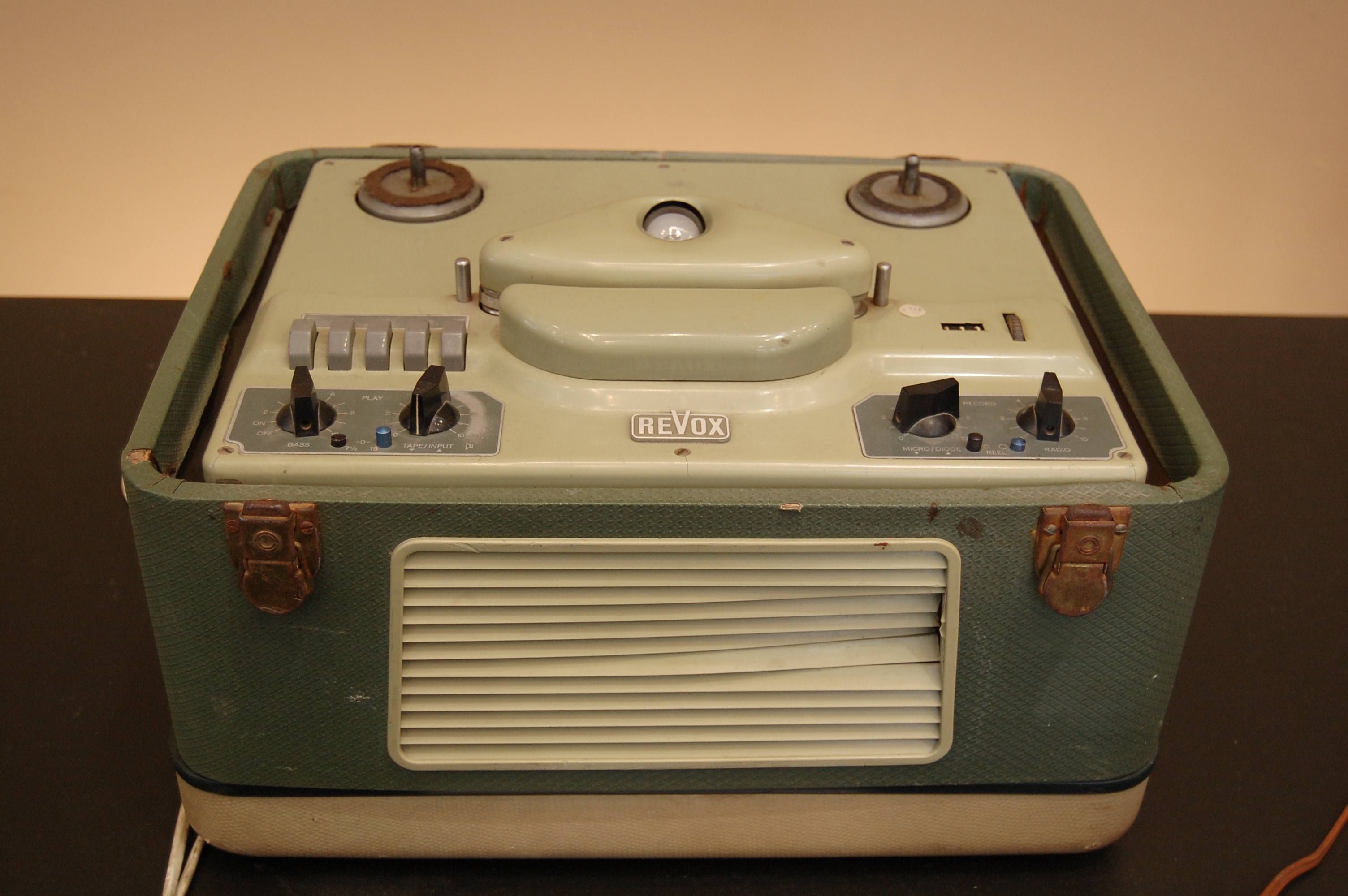
Revox D-36

Revox A77 MK IV (1977)

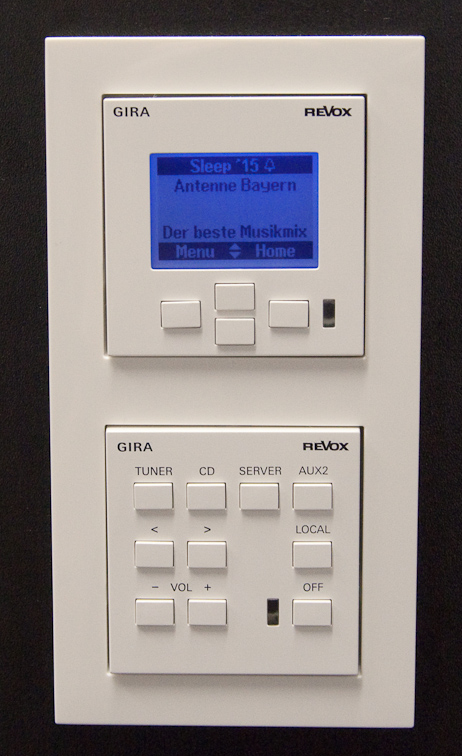
Multiroomsystem (2009)

Der Firmengründer Willi Studer stieg 1949 mit der Überarbeitung von aus den USA importierten Tonbandgeräten in den Audiobereich ein. Dabei reifte der Entschluss, selbst Tonbandgeräte zu entwickeln und zu produzieren. 1950 entwickelte Studer das erste eigene Tonbandgerät, das unter dem Namen Dynavox vertrieben wurde. Neben Geräten für den Consumerbereich entwickelte Studer Geräte für Studios und Rundfunkanstalten. Geräte für den professionellen Markt erhielten den Namen Studer, während Geräte für den Amateurmarkt den Produktnamen Revox trugen. Die erste Firma hatte ihren Sitz in Zürich, wechselte aber bald in die eigenen Produktionsstätten im nahen Regensdorf. Der Schwerpunkt der Revox-Produkte lag zunächst auf der Entwicklung und Produktion von Tonbandgeräten.
Mit der 36er-Serie brachte Revox ein Tonbandgerät mit insgesamt drei Motoren und damit einem Minimum an mechanischen Komponenten auf den Markt. Je ein Wickelmotor pro Wickelteller sowie ein Capstanmotor ergaben das Grundkonzept für alle späteren Geräte. Neben Tonbandgeräten wurden später auch Verstärker und FM-Tuner hergestellt. 1966 erweiterte Studer seinen Betrieb, indem im deutschen Löffingen im Hochschwarzwald die Willi Studer GmbH gegründet wurde. Im Stammwerk Löffingen wurden zunächst noch Tonbandgeräte, später auch Verstärker hergestellt. Die Produktion der Tuner erfolgte immer im Werk Regensdorf in der Schweiz. 1967 lief im Werk Löffingen nach 80.000 gebauten Tonbandgeräten das letzte Gerät der 36er-Serie vom Band.
Die Beatles nahmen 1967 ihr Album Sgt. Pepper’s Lonely Hearts Club Band auf der Studer-Tonbandmaschine (Modell J37) auf.
Mit der neuen Produktlinie, der A-Serie, wechselte die Firma ins Transistorzeitalter. Die Firmenphilosophie Studers bestand in höchster Präzision, weshalb er möglichst viele Komponenten selbst herstellte. Hierzu wurde 1968 in Ewattingen ein erstes Zweigwerk für die Motorenproduktion eingerichtet.
1972 eröffnete ein weiteres Zweigwerk in Bonndorf im Schwarzwald, in dem Leiterplatten und Baugruppen hergestellt wurden. Ebenso wurde die Motorenproduktion von Ewattingen nach Bonndorf verlagert und das Zweigwerk Ewattingen wurde auf die Lautsprechproduktion und -entwicklung umgestellt. Eine letzte Firmenerweiterung erfolgte 1973 mit dem Zweigwerk Bad Säckingen, das auf die spanlose Verarbeitung und galvanischen Veredelung von Baugruppen spezialisiert war.
1989 begann Willi Studer, sich aus dem Unternehmen, das mittlerweile 1576 Mitarbeiter beschäftigte und einen Jahresumsatz von über 215 Millionen Franken erreichte, zurückzuziehen. In den Folgejahren wurde es von der Motor-Columbus AG übernommen. Das Unternehmen wurde 1991 in die Sparten Studer, Revox sowie „Baugruppen und Elemente“ aufgeteilt.
Bis 1993 wurden etwa 1000 Arbeitsplätze wegrationalisiert. 1994 wurde der Unternehmensteil Studer an die amerikanische Firma Harman International verkauft und in den folgenden Jahren alle Revox-Fertigungsstätten in Deutschland aufgelöst.
Am 1. März 1996 starb Willi Studer im Alter von 83 Jahren. Die Fertigung wurde 1998 von Löffingen nach Villingen-Schwenningen im Schwarzwald verlegt. Ab da befand sich die Produktion im Industriepark Villingen-Schwenningen (SABA).
Heute gehört Revox mehrheitlich institutionellen und privaten Schweizer Investoren. Der Produktschwerpunkt liegt seit dem Jahr 2000 im Bereich Multiroom und Haussteuerungssysteme.
2017 wurde die Revox GmbH zur Revox Deutschland GmbH umfirmiert.
2021 verkaufte die mittlerweile zum Samsung-Konzern gehörende Harman Gruppe den Unternehmensteil Studer an den kanadischen Broadcasttechnik- und Softwarehersteller Evertz Microsystems Ltd. Ende 2021 wurde auch die Produktion der Mischpulte von Ungarn nach Kanada verlegt.

## Produktgeschichte

### Unter Willi Studer

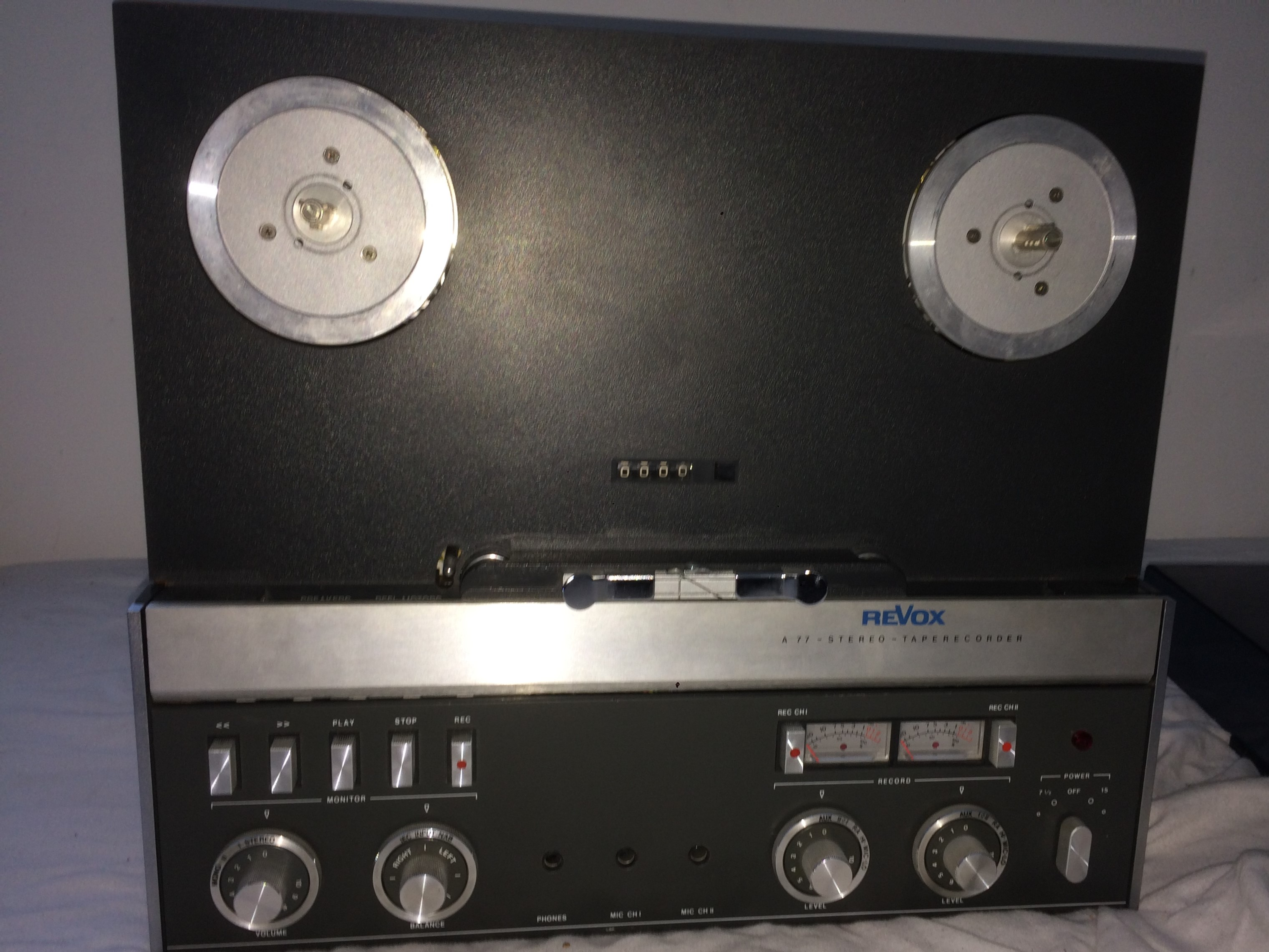
Revox A77 MK IV High Speed (ips, 15 ips) mit originaler Band-Cutter-Vorrichtung. (1975)

Revox PR99 Mk II, etwa 1985

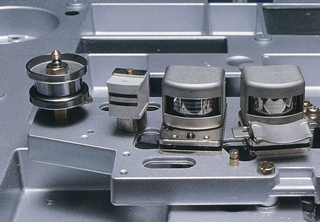
B77 Tonköpfe (1977–1999)

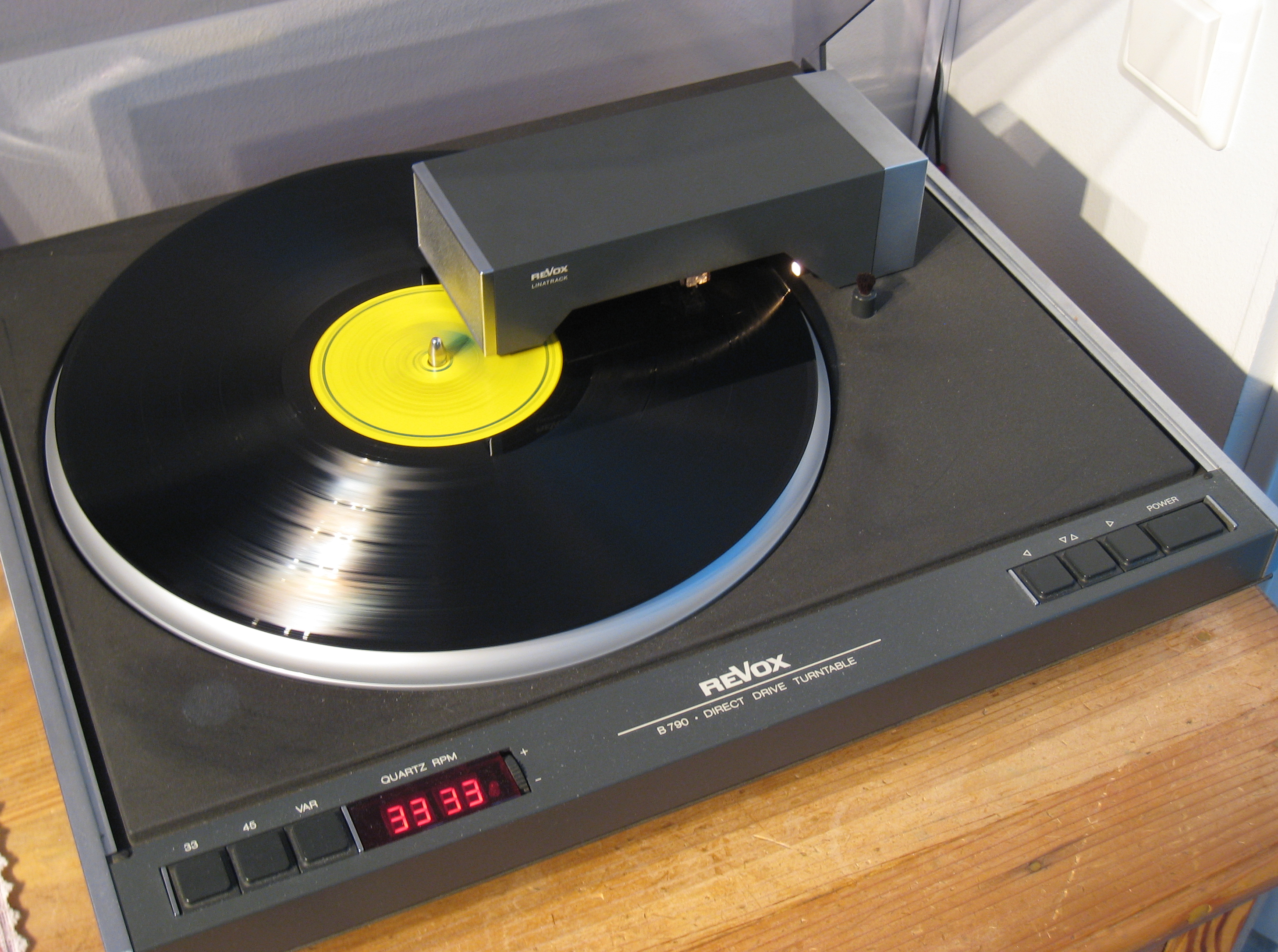
Revox B790 Plattenspieler mit Tangentialtonarm (1977–1982)

Nach den Anfängen mit dem Dynavox 1949 wurde 1951 das Revox T26 als Gerät mit integriertem Rundfunkempfänger entwickelt. Im Jahre 1955 folgt die Revox A36 als erstes Tonbandgerät mit drei Motoren: ein Motor für den Bandtransport und zwei unabhängige Motoren unter den Bandwickeltellern. Dieses Tonbandgerät wurde konsequent weiterentwickelt. 1954 erhielt das Gerät getrennte Aufnahme- und Wiedergabeköpfe sowie getrennte Aufnahme- und Wiedergabeverstärker, so dass eine echte Hinterbandkontrolle möglich war. 1960 kam das Tonbandgerät Revox D36 auf den Markt, das erstmals Stereoaufnahmen in Halb- oder Viertelspuraufzeichnung ermöglichte; in den Folgejahren 1961 das Gerät E36, 1962 das F36 und im Jahre 1963 das G36. Nach über 80.000 verkauften Geräten der 36er Serie kam 1967 der Wechsel von der Röhrentechnik zur Transistortechnik.
1967 lief die Fertigung des Tonbandgerätes Revox A77 an. „Die A77“ wurde zum Inbegriff einer hochwertigen Bandmaschine für den anspruchsvollen Heimgebrauch, später auch mit Dolby-B-Rauschverminderung. Dieses modulare Tonbandgerät hatte das bewährte Dreimotoren-Laufwerk, jetzt aber mit einem elektronisch geregelten Wechselstrom-Capstanmotor. Damit war die Bandgeschwindigkeit unter anderem unabhängig von der Netzfrequenz. Mit dem Werkstoff Recovac der Vacuumschmelze Hanau fertigte Revox langlebigere „Revodur“-Tonköpfe selbst (ab A77 MK II). Am Kopf sorgen Bandkanten-Einfräsungen unter- und oberhalb des Bandlaufs für einen verbesserten Band-Kopf-Kontakt bei fortschreitendem Verschleiß. Die Form des Kopfes war auf eine große Kontaktfläche ausgelegt, was mit einer niedrigen Kopfspiegelresonanz für eine tiefreichende Basswiedergabe sorgte. Das Tonbandgerät wurde durch einen FM-Tuner A76 und einen Verstärker A50 (später A78) zu einer kompletten HiFi-Anlage ergänzt.
1974 kamen bei der semiprofessionellen Bandmaschine A700 erstmals eine digitale Laufwerkslogiksteuerung und eine quarzstabilisierte Motorregelung zum Einsatz. Diese Bandmaschine verfügte über drei Bandgeschwindigkeiten, elektronische Bandzugregelung und ein Eingangsmischpult. Für diesen Bandmaschinentyp wurden eigene ICs entwickelt. Ergänzt wurde diese Tonbandmaschine durch den Synthesizer-Tuner-Vorverstärker A720 mit Nixie-Röhren zur Frequenzanzeige, Stationstasten und nicht zuletzt hervorragenden Empfangseigenschaften sowie dem Stereoverstärker A722, gefolgt von der Hochleistungsendstufe A / B740
Nach 10 Jahren präsentierte Revox die Nachfolgegeneration B77 auf der IFA 1977 in Berlin. Die neue Bandmaschine B77 baute auf der A77 auf, hatte aber zwischenzeitlich eine digitale Logiksteuerung, einen Bandbewegungssensor, wodurch von jeder Betriebsart in eine andere gewechselt werden konnte (z. B. direkt von Spulen auf Play oder Rec), und eine Cuttervorrichtung. Ergänzt wurde die neue Serie durch den Synthesizer-Tuner B760, der mit Zubehör Rotorantennen-Positionen mitansteuern/speichern kann, den Verstärker B750 sowie den Plattenspieler B790 mit Direktantrieb und Tangentialtonarm. Erweitert wurde die B-Serie 1981 durch den Receiver B780 und seinem Tuner-Vorverstärkerpendant B739.
Neben den HiFi-Anlagen, bestehend aus Tonbandmaschine, Tuner, Verstärker und Plattenspieler fertigte Revox auch eigene Lautsprecher. Das Angebot wurde ergänzt durch Kopfhörer und Mikrofone, die von Beyerdynamic zugekauft wurden. 1981 erschien das Kassettengerät B710 auf dem Markt. Dieses Gerät zeichnete sich durch ein 4-Motoren-Laufwerk aus, das ohne Riemen, Antriebsräder oder Rutschkupplungen arbeitete. 1983 offerierte Revox, basierend auf der B200-Anlage, sein erstes Multiroom-System, welches Musik in allen Räumen des Hauses ermöglichte. Revox war das erste Unternehmen weltweit, das ein Multiroom-System anbot. Revox stieg erst sehr spät in die digitale Audiotechnik ein und brachte 1984 mit dem B225 den ersten Revox-CD-Player auf den Markt.
Die schnell fortschreitende Entwicklung auf dem Sektor der HiFi-Technik zwang Studer ab den 1980er Jahren zu immer schnelleren Produktzyklen, die sich in der modifizierten B- und C-Serie widerspiegelten (B250 Vollverstärker, B260 FM Tuner, B226 CD-Spieler, B291 Tangentialplattenspieler, der es optisch leicht verändert 1991 in die H-Serie schaffte ("H9")). Diese Geräte zeichneten sich alle durch eine Mikrocontrollersteuerung aus, bauten im analogen Bereich aber auf die bewährte Technik der B-Serie. Mitte der 1980er Jahre wurde es immer schwerer, sich gegen die preiswerteren Konkurrenzgeräte abzugrenzen. Mit der CD und den immer preiswerteren CD-Playern, aber auch durch die hochintegrierten Halbleiterbausteine, kamen immer mehr preiswerte Audiogeräte auf den Markt, deren technische Daten sich den Revoxprodukten immer mehr näherten.

### Nach dem Verkauf
Basierend auf dem ersten Multiroom-Konzept der B200er Serie wurden weitere Multiroom-Systeme für die H-Serie (1987), die Evolution (1990), die Emotion (1991), die Exception (1996) und die Elegance-Serie (1998) entwickelt. In allen Systemen wurde für jeden weiteren Raum ein Nebenraumverstärker vom Typ B219, H219 oder V219 verwendet.

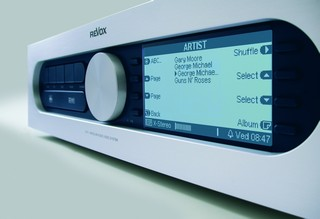
Revox Re:system M51 – Modulares Audio-Video System (2002)

Im Jahr 2002 ist mit dem M51 ein modulares Audio-Video-System erschienen. Es ist u. a. dafür ausgelegt, bis zu 32 Räume in vier unterschiedlichen Hörzonen mit Musik zu versorgen. Zur serienmäßigen Ausstattung (DVD-Laufwerk und 5.1-Modul) können weitere Module nach Kundenwunsch hinzukommen, wie etwa Rundfunkempfänger, Analogmodul (zum Anschluss von Plattenspieler oder Tonbandmaschinen), Multimedia-Modul etc. Auch die Steuerung via Smartphone-Apps wird unterstützt. Die Endstufen leisten bis zu 5 × 200 Watt Sinus in Pulsweitenmodulationstechnik.
Ergänzt wird das „Multiroomkonzept“ durch die Audioserver Revox M57 und den Nachfolger Revox M37. Die M-Serie wurde 2006 um den M10, eine 19″-Rack-Lösung als zentrale Schalt- und Quellenstelle, und 2010 um den 2 × 200 Watt-Verstärker M100, FM-Tuner und DVD-Laufwerk in einem kompakten Gehäuse erweitert. Für die Modelle M10 und M51, letzterer aktuell in der Mk II-Version, sind die einsetzbaren Module identisch. Für den M100 werden die meisten Module als ansteckbare Ergänzungen zum Grundmodell angeboten. Im Multiroombetrieb erfolgt die Steuerung der Räume entweder über Wandbedieneinheiten, über Fernbedienungen oder über Apps für das iOS-Betriebssystem.
Neben dem reinen Audioserver M37 wurde 2011 der Multimediaserver M117 eingeführt, die beide optisch an das Design der übrigen Systeme angelehnt sind. Zum Design der ganzen Produktlinie gehören u. a. Aluminium und Glas.
Im Jahr 2012 hat Revox eine Familie von Audio-Netzwerk-Receivern entwickelt. Die Serie Joy, deren Modelle S118–S120 sich u. a. in der Ausgangsleistung unterscheiden, unterstützen den Zugriff auf Audio-Streams von Speichermedien (NAS, PC und Smartphones), ermöglichen den Anschluss mehrerer Geräte über klassische Audio-Eingänge und lassen sich über Funk fernbedienen. Komplettiert wurde die Joy-Familie inzwischen durch den Audio-Server S37 sowie den CD-Player S22, die beide von den Abmessungen her denen der Netzwerkreceiver entsprechen.
Letzterer harmoniert mit den Netzwerkreceivern S119 und S120 in der Mk II-Version über einen Link-Anschluss, der alle Signale und Daten überträgt. Steuerbar sind alle Geräte der Joy-Serie über die Funkfernbedienung S208 sowie über Apps für iOS und Android.
Mitte 2019 stellte Revox eine völlig neuentwickelte Lautsprecherfamilie vor. Unter der Bezeichnung Studioart wurden zunächst drei Lautsprecher präsentiert, den A100, einen aktiven Netzwerklautsprecher mit bis zu 2 × 20 Watt, den passiven P100, gedacht zum Anschluss an den A100 sowie einen Subwoofer mit der Bezeichnung B100. Der A100 beinhaltet neben dem LAN / WLAN-Zugang auch Bluetooth sowie einen analogen Audioeingang. Auf der Touch-Glasoberfläche sind die Steuerelemente erreichbar, die neben der Quellenwahl auch eine der fünf Presetstationen für individuell belegbare Radiosender ermöglicht. Die Regelung der Lautstärke geschieht optional ebenfalls über diese Glasoberfläche. Eingerichtet wird der A100 sowie der B100 über die entsprechende Revox-App für iOS und Android.
Mit einer Akkulaufzeit von bis zu 8 Stunden und einem Netzanschluss gestattet der A100 einen universellen Einsatz. Die Verbindung zwischen A100 und dem passiven Pendant P100 erfolgt über eine 3 m Lautsprecherverbindung mit Phoenixsteckern. Via Funk ist eine Kopplung mit weiteren A100 sowie dem B100 möglich, auch Multiroom lässt sich mit mehreren Geräten dieser Serie realisieren.
Ergänzt wurde die Studioart Familie 2020 mit der S100 Audiobar, die im Zusammenspiel mit A100 und B100 auch ein gutes 5.1 System für Musikwiedergabe gestattet. Alle Geräte der neuen Lautsprecherfamilie sind in schwarz und in weiß lieferbar.
Anfang des Jahres 2020 stellt Revox mit dem Studiomaster T700 einen analogen Plattenspieler mit Carbon-Tonarm und eingebautem MC-System-Vorverstärker vor.

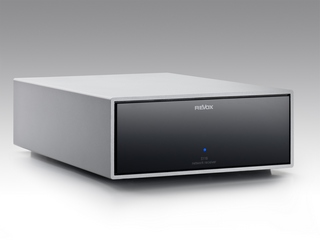
Revox Joy S119 Audio Netzwerkreceiver (seit 2012)
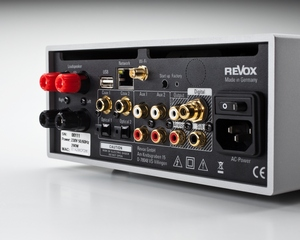
Revox Joy S119/S120 Rückansicht
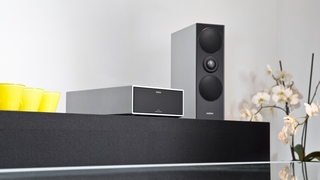
Revox Joy mit G Shelf Lautsprecher

### Lautsprecher
Seit mehr als 40 Jahren stellt das Unternehmen Revox Lautsprecher her. Die ersten Lautsprecher der Marke Revox war die Serie 46 (1970), die zu der damaligen HiFi-Anlage A77, A76 und A50 entwickelt wurde. Es folgten die AX-(1976), die BX-(1977) und die BR-Serie (1980). Alle Lautsprecher wurden im Revox Werk in Ewattingen/Schwarzwald entwickelt und gefertigt.
Zahlreiche weitere Lautsprecher begleiteten das Unternehmen in den 80er Jahren. Die bekanntesten Lautsprecher waren die Symbol B (1983) sowie der erste Revox Aktiv-Lautsprecher Agora B (1986). Später folgten die beiden Digital-Aktiv-Lautsprecher Scala 4.7 (1994) und Scala 3.6 (1996).
Die Serien G und S sowie die Scala 120 verwenden klassische Lautsprecherchassis, kleinstes Modell ist der Klang-Würfel Piccolo S60 mit einer Kantenlänge von nur 140 mm bis hin zu einem 3-Wege Standlautsprecher. Mit einem Center-Lautsprecher und aktiven Subwoofern wird auch eine Heimkino-Lösung angeboten.
Neu im Programm ist die Netzwerklautsprecherfamilie Studioart, bestehend aus dem aktiven Roomspeaker A100, seinem passiven Pendant P100, dem aktiven Subwoofer B100 sowie der Audiobar S100.
Zum weiteren Sortiment gehören Installationslautsprecher. Dazu zählen klassische Einbaulautsprecher und unsichtbare „Soundboards“ (Modellserie Re:sound I), letztere basieren auf dem Prinzip der Biegewelle, die durch einen Exciter auf das Soundboard übertragen wird. Diese Lautsprecher können unsichtbar installiert werden. Zur Entzerrung wird eine Reihe von Verstärkermodellen angeboten.

### Produktchronologie
- 1949: Dynavox – das erste Tonbandgerät von Wilhelm Studer
- 1951: Revox T26 – das erste Tonbandgerät mit dem Namen Revox
- 1954: Revox 60 – der erste Revox-Mono-Plattenspieler (wurde nach Abstimmung mit Thorens[10] nicht vertrieben)

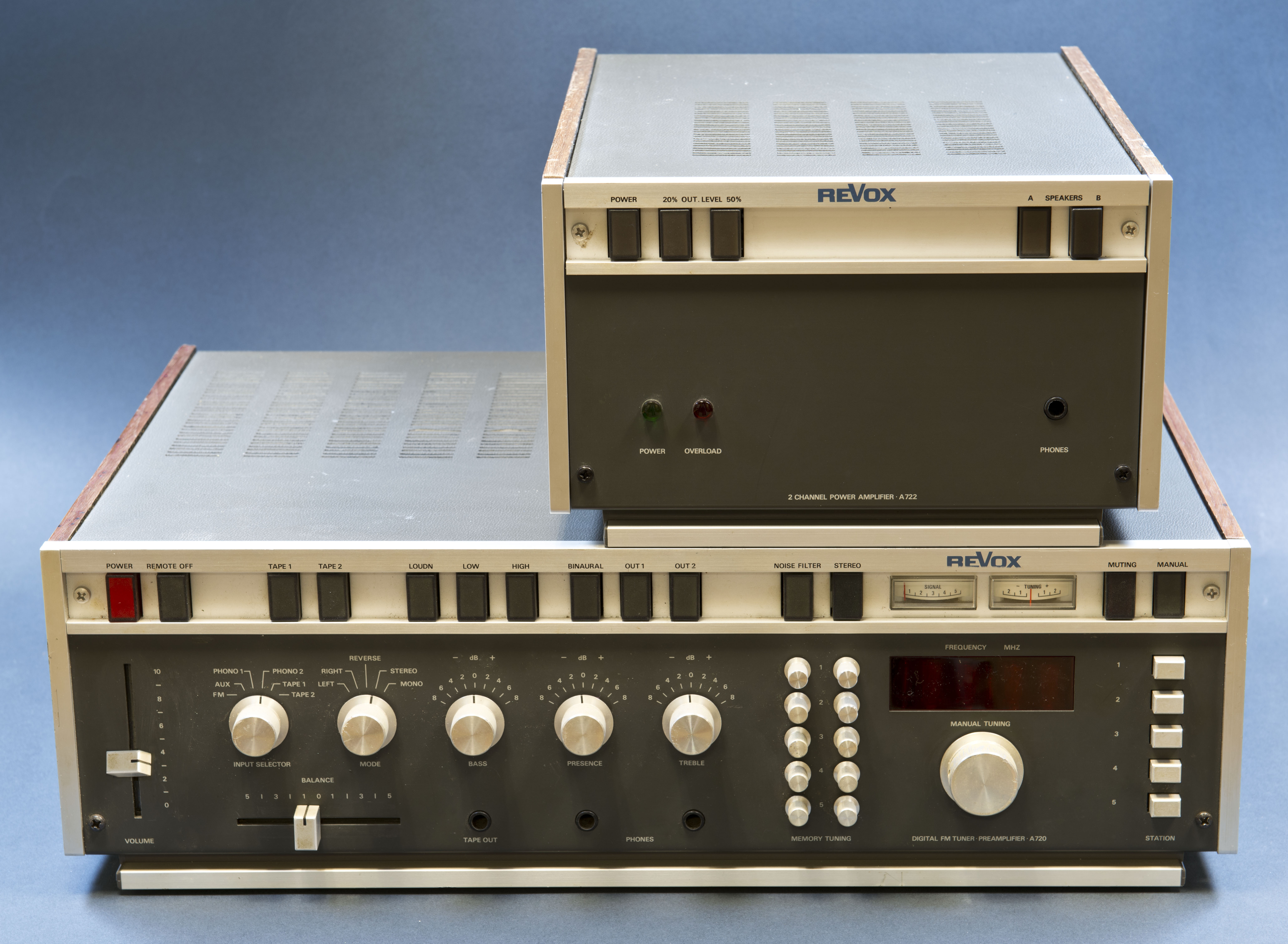
Vorverstärker/Tuner („Preceiver“) A720 und Endstufe A722, Mitte der 1970er Jahre

- 1954–1967: Revox A36 Erstes Tonbandgerät mit Dreimotoren Laufwerk. Das Gerät wird ständig weiterentwickelt und erhält Hinterbandkontroller und wird ab 1960 mit dem D36 zum Stereo Gerät
- 1967–1977: Revox A77 (MK I bis MK IV) – die erfolgreichste Tonbandgeräteserie von Revox mit über 186 verschiedenen Versionen und mehreren Hunderttausend verkauften Exemplaren
- 1969–1977: Revox A50 später A78 – Stereo-Verstärker
- 1969–1977: Revox A76 (MK I bis MK III) – der erste FM-Tuner
- 1974: Revox A700 – Semiprofessionelle Tonbandmaschine
- 1974: Revox A720 – FM Synthesizer-Tuner mit Vorverstärker
- 1974: Revox A722 – Stereo Endstufe
- 1974: Revox A740 – Stereo Leistungsendstufe

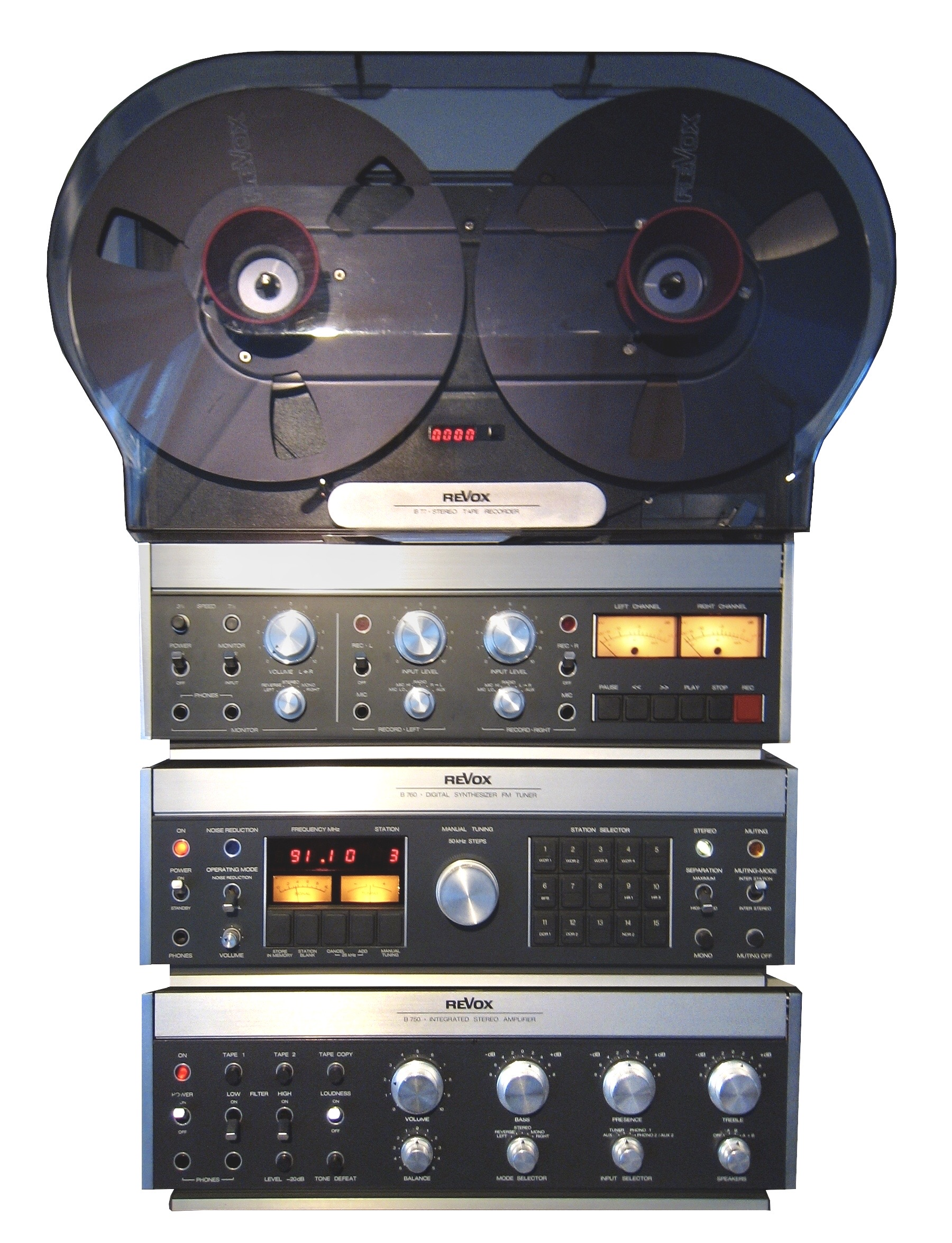
Verstärker B750, Synthesizer-Tuner B760 und Tonbandgerät B77 (von unten), ca. 1977

- 1977–1999: Revox B77 – Tonbandmaschine mit digitaler Laufwerksteuerung

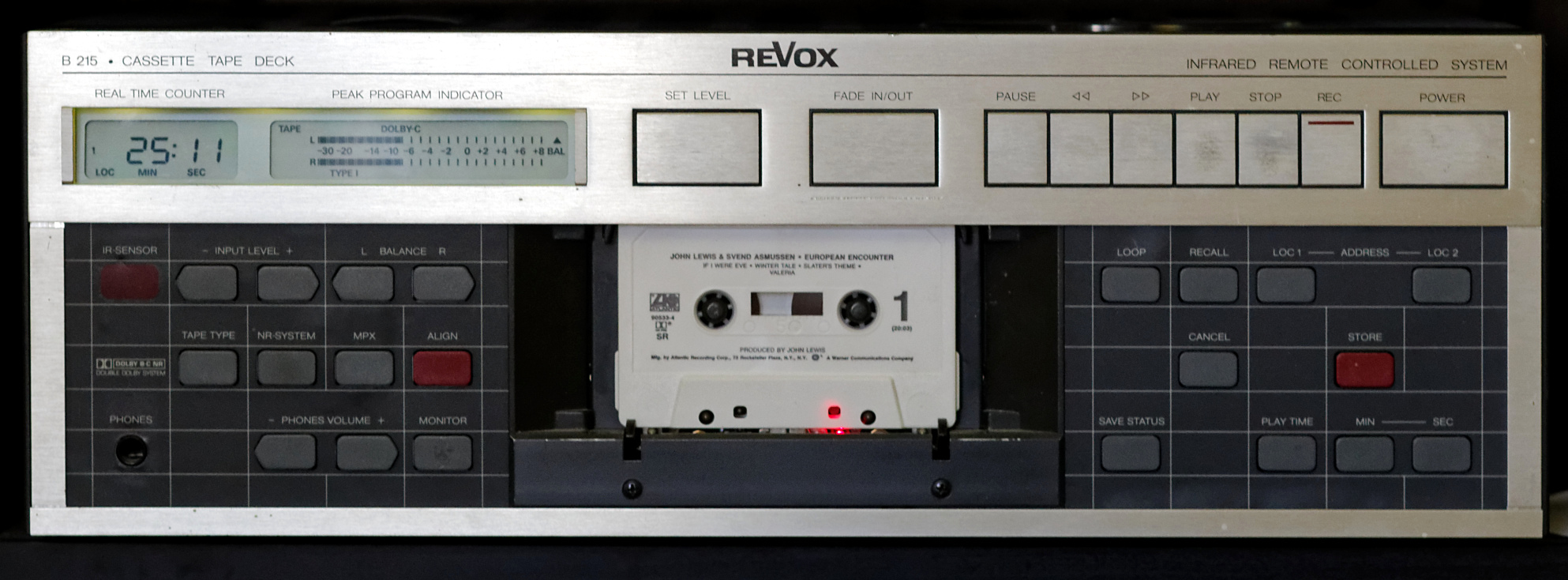
Revox B 215 Viermotoren-Kassettendeck mit automatischer Bandeinmessung (1985–1992)

- 1977–1999: Revox B750 – Vollverstärker
- 1977–1999: Revox B760 – FM Synthesizer-Tuner, wie der A 720 Maßstab bei den Empfangseigenschaften[7][13]
- 1977–1982: Revox B790 – erster Plattenspieler mit Tangentialtonarm
- 1981–1984: Revox B710 – Kassettentonbandgerät mit Viermotorenlaufwerk

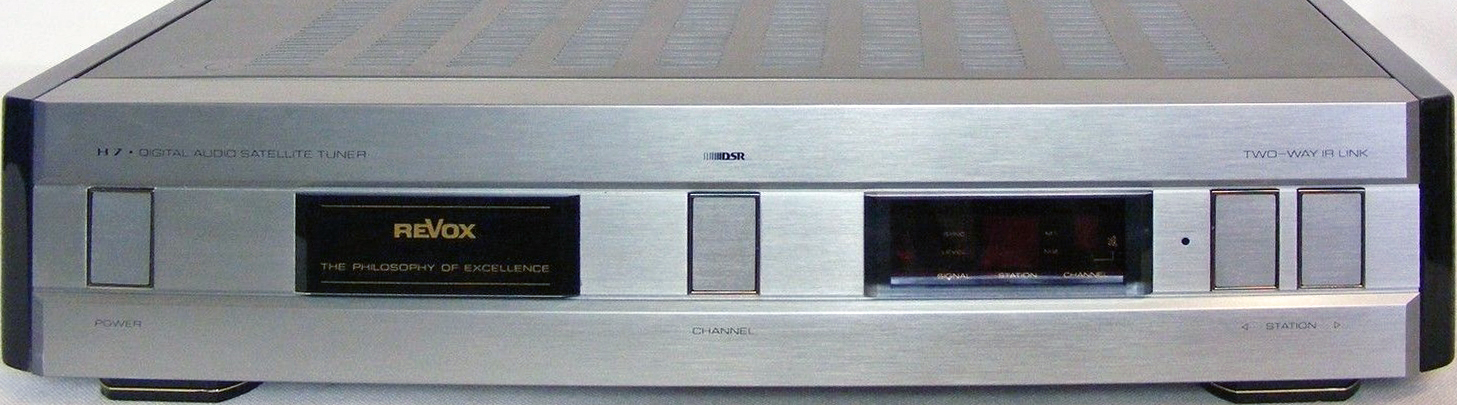
Revox H7, Digital-Tuner der H-Serie

- 1984: Revox B 225 – der erste CD-Player von Revox
- 1985–1992:[12] Revox B 215 – Nächste Generation Kassettentonband: mit Einmessautomatik, wieder als Viermotorenlaufwerk[14]
- 1988–1993:[15] Die Revox-C-Serie (mit RS-232-Schnittstelle, XLR-Anschlüssen und Dolby HX Pro, Modelle C270, C274, C278[16]) – die zuletzt entwickelte Bandmaschinenserie
- 1990: Revox Evolution – Erstes Audio System mit Softkey Bedienkonzept und Multiroom
- 1991: Revox H–Serie[17] (Dem Vorgänger B215 bezüglich Laufwerk ähnliches Kassettendeck H1, CD-Spieler H2, Verstärker H5, RDS-Tuner H6, Plattenspieler mit Tangentialtonarm H9, günstigeres Kassettendeck H11)[18][19]
- 1996: Revox Scala – Digital Aktiv Lautsprecher
- 1997: Re:sound S Serie – Einführung einer Aluminium Lautsprecher Serie
- 2001: Revox M57 – 4 Zonen Audio Server
- 2002: Revox M51 – Modulares Audio Video System mit 4 Zonen Multiroom Option
- 2004: Revox IWS50 – Erster Revox Einbaulautsprecher
- 2005: Revox M37 – Audio Server mit bis zu 4 Zonen und bis zu 400 GB Speicherkapazität
- 2008: Re:sound L Serie – Exklusive Lautsprecher Serie mit Echtledergehäuse
- 2010: Revox M100 – Stereoverstärker mit digitalem Sound Prozessor zur Raum- und Lautsprecheranpassung
- 2010: Re:sound I invisible – Unsichtbare Lautsprecher
- 2011: Revox M117 – Multimediaserver mit 500 GB Speicherkapazität
- 2012: Revox Joy – Audiophiler Netzwerk Receiver als S119 mit 2×60 Watt Sinus oder als S120 mit 2×120 Watt Sinus sowie das Einsteigermodell S118 mit 2×25 Watt Sinus
- 2013: Revox Symphony – All-in-One HighEnd Audiosystem
- 2014: Revox Joy CD – JOY S 22 CD-Player, im Verbund mit Netzwerkreceivern oder Stand alone
- 2015: Revox Multiuser/Multiroom System - erstes Multiuser-/Multiroomsystem mit anwenderbezogenem Bedienkonzept
- 2020: Revox Studiomaster T700 – Analoger Plattenspieler mit eingebautem MC-System-Vorverstärker[10]

Diverse Geräte von Revox sind im Museum Enter ausgestellt.